# Fenda de Liubliana
A fenda de Liubliana, com menos frequência o portão de Liubliana (em esloveno:  Ljubljanska vrata), é um termo geográfico para a área de transição entre os Alpes e os Alpes Dináricos que passa de sudoeste a nordeste entre Trieste e Liubliana.
Uma passagem de montanha estrategicamente vital na Europa, recebeu o nome de Liubliana, a capital da Eslovénia.